# Michael Karkoc
Michael Karkoc (ucraïnès: Михайло Каркоць) (Lutsk, 6 de març de 1919 - Minneapolis, 14 de desembre de 2019) fou un fuster i militar ucraïnès, oficial de la Legió d'Autodefensa Ucraïnesa (LAU), i més tard de les Waffen-SS, durant la Segona Guerra Mundial. El juny de 2013, quan ja hagué fet 94 anys, l'agència Associated Press afirmà que un home amb el mateix nom, que vivia a l'estat de Minnesota, era la mateixa persona. El fill d'aquest Michael Karkoc de Minnesota rebutjà que el seu pare pogués ser assenyalat com a «nazi».

## Segona Guerra Mundial
Segons Associated Press, Karkoc fou membre fundador i oficial de la 2a companyia de la Legió d'Autodefensa Ucraïnesa (LAU). La LAU era un dels batallons del Schutzmannschaft, organitzat i patrocinat pel Schutzstaffel de l'Alemanya nazi, dirigit pel líder de la policia i la SS i pel servei d'intel·ligència nazi Sicherheitsdienst. Després de la dissolució de la LAU, fou transferit a la 14a Divisió Waffen SS de Granaders («Divisió Galítsia»), formada majoritàriament per ucraïnesos d'aquesta regió europea, en la que exercí d'oficial i comandant adjunt de la companyia.
Presumptament, la LAU cometé crims de guerra contra la població civil a Ucraïna i Polònia. No obstant això, no s'ha pogut demostrar la seva participació personal en qualsevol dels delictes de guerra però, segons Associated Press, els registres de l'Alemanya nazi suggereixen que participà com a lloctinent i dirigent d'empresa, juntament amb la seva unitat de la LAU, en la repressió contra la Insurrecció de Varsòvia de l'agost de 1944, així com en múltiples altres accions contra civils, incloent-hi la massacre de 44 polonesos als pobles de Chłaniów i Władysławin de 23 de juliol de 1944. Alguns reportatges d'investigació, relacionats amb la d'AP, constaten que Karkoc serví a la 14a Divisió Waffen SS i que ajudà a reprimir la Insurrecció de Varsòvia; tanmateix la Divisió no participà en la lluita contra la Insurrecció de Varsòvia, ni tan sols es trobà a Polònia en el moment dels combats.
El novembre de 1944 la LAU fou dissolta i les poques unitats supervivents foren majoritàriament assignades a la 30a Divisió Waffen SS de Granaders. En els primers mesos de 1945, alguns dels elements restants de la LAU, formalment conegut com a Batalló 31 SD Schutzmannschafts, foren transferits a la 14a Divisió Waffen SS, la qual s'encarregà d'escometre accions contra els partisans de la frontera austro-eslovena. Així doncs, si Karkoc fou membre de la 14a Divisió Waffen SS, hagués estat per uns pocs mesos i abans de la rendició a les forces aliades el 10 de maig de 1945. Segons AP, un full de nòmina de l'Alemanya nazi fou trobat als arxius polonesos, signat el 8 de gener de 1945 per un agent de les SS, suggerint que Karkoc fou present a Cracòvia per a recollir el seu salari com a membre de la LAU.

## Al·legacions sobre la identitat

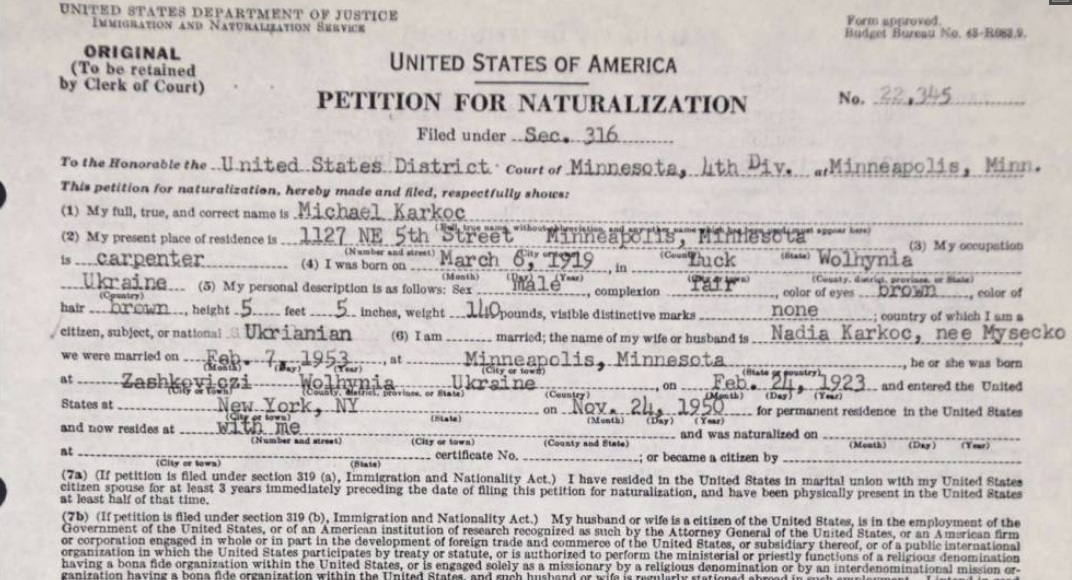
Petició de naturalització de Karkoc

Un home anomenat Michael Karkoc immigrà als Estats Units d'Amèrica l'any 1949 després de declarar a les autoritats d'immigració que no havia participat de cap servei militar durant la guerra. En aquell temps, afirmà que treballà pel seu pare fins al 1944 i després ho feu en un campament de treball fins al 1945. Deu anys després d'immigrar esdevingué ciutadà naturalitzat dels Estats Units d'Amèrica.
El juny de 2013, Associated Press publicà un extens reportatge d'investigació després d'una nota de l'investigador de delictes de guerra nazi Stephen Ankier, el qual al·legà la coincidència de dos perfils. A partir d'unes memòries recopilades l'any 1995 en llengua ucraïnesa, Ankier assegurà que el Michael Karkoc resident a Minneapolis, Minnesota, era el mateix Michael Karkoc que actuà com a comandant de les SS, reconeixent les seves funcions dins la LAU i la 14a Divisió Waffen SS.
Andriy Karkos, el fill del Michael Karkoc de Minnesota, qui lletreja el seu nom de forma diferent a la del seu pare, declarà que el seu ascendent mai fou un nazi i acusà Associated Press de difamar contra el seu pare. Poc després de la història difosa per Associated Press s'inicià una investigació alemanya. El juliol de 2015 s'arxivà la investigació desestimant tota pretensió per jutjar a Karkoc. El març de 2017, el govern polonès anuncià, a petició del fiscal del cas Andrzej Pozorski, l'orde d'extradició contra un individu anomenat Michael K. dels Estats Units, acusat de delictes comesos durant Segona Guerra Mundial. Subsegüentment, Associated Press informà que identificaren aquest individu coincidint en la mateixa persona que Karkoc. El 2018, metges experts estatunidencs van examinar si Karkoc era apte per a ser processat, després de la sol·licitud d'extradició polonesa. No obstant això, Karkoc morí a Minneapolis el 14 de desembre de 2019 i fou enterrat al cementiri de Hillside al costat de la seva dona, Nadia, morta l'any abans.